# Wanwoma
Wanwoma är en klan i Liberia.   Den ligger i regionen Lofa County, i den norra delen av landet, 220 km norr om huvudstaden Monrovia.